# Thomas Hood

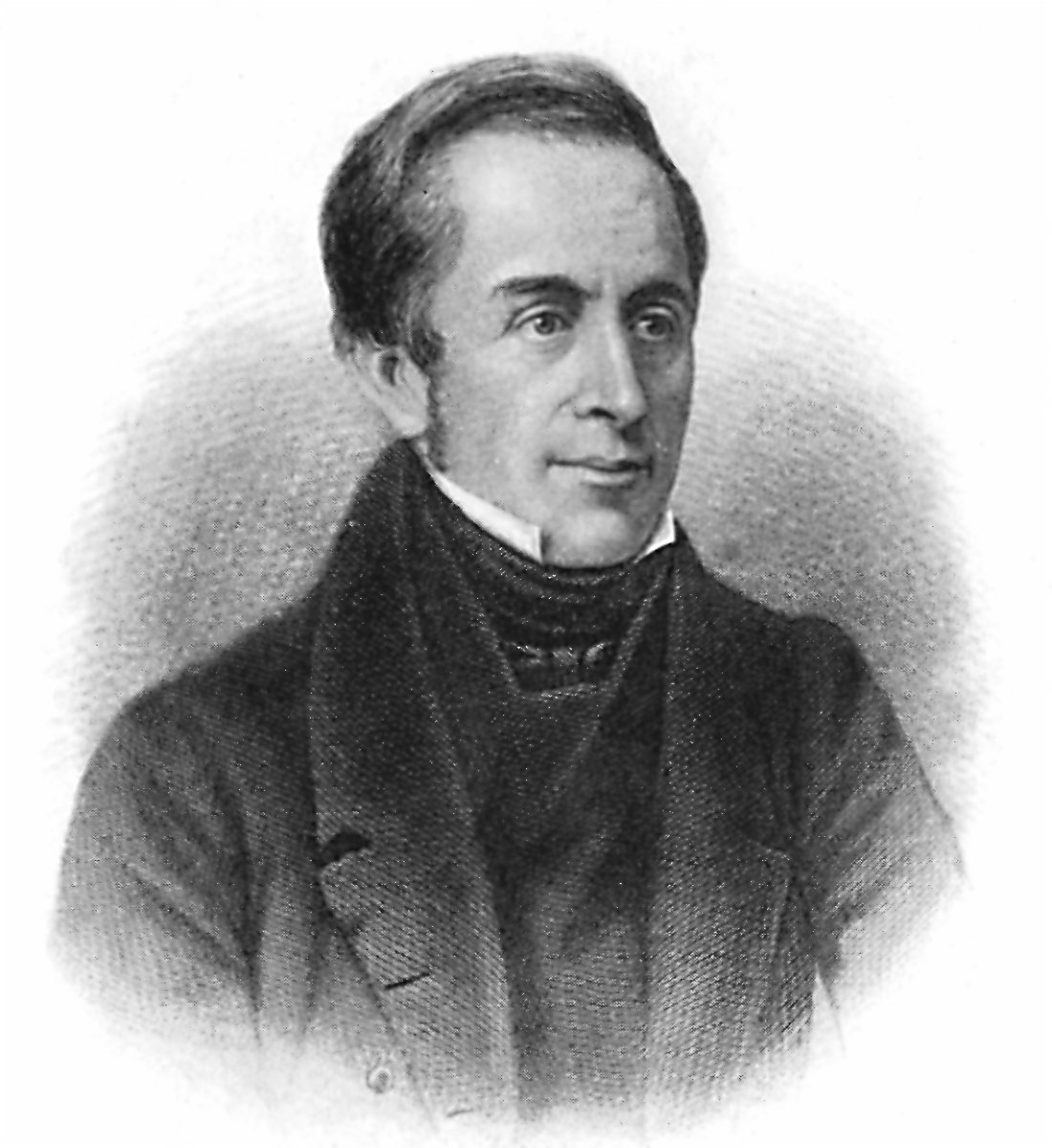
Thomas Hood

Thomas Hood (* 23. Mai 1799 in London; † 3. Mai 1845 in London) war ein englischer Schriftsteller und Humorist.

## Leben
Thomas Hood war kurze Zeit Kaufmann, dann Kupferstecher, seit 1821 ausschließlich Schriftsteller.
Nachdem er früh schon für belletristische Blätter Beiträge lieferte, übernahm er die Redaktion des London Magazine, gründete später Hood’s Magazine und leitete schließlich New Monthly.
Sein ausgezeichneter Humor zeigte sich in der Gedichtsammlung Whims and oddities (1827), in der Satire auf die englischen Touristen Up the Rhine (1840) und im Comic Annual.
Eine Schöpfung der Phantasie ist The plea of the midsummer fairies (1828). Aber auch die Wehmut war ihm eigen, und sie machte ihn zum Dichter des sozialen Elends.
Dahin gehören die Ballade The dream of Eugene Aram (1829) sowie die Romanzen The song of the shirt (1843 im Punch), die die Not der Londoner Näherinnen schildert, und The bridge of sighs (1845; beide deutsch von Ferdinand Freiligrath).
In der prosaischen Erzählung war Hood minder glücklich. Eine Ausgabe seiner Werke erschien von 1869 bis 1873 in zehn Bänden, eine Auswahl 1875, Poems (illustriert) London 1880. Die bedeutendsten Gedichte übertrug Hermann Harrys (Hannover 1859) ins Deutsche.
Sein Sohn Tom Hood war Humorist und Illustrator.

## Werke
- Das Lied vom Hemde. In: Neuere politische und sociale Gedichte. Selbstverlag des Verfassers [Freiligrath], Köln 1849, S. 24–29; The song of the shirt, deutsch von Ferdinand Freiligrath; Volltext (Wikisource)
- Die Seufzerbrücke. In: Neuere politische und sociale Gedichte. Selbstverlag des Verfassers [Freiligrath], Köln 1849, S. 30–35; The bridge of sighs, deutsch von Ferdinand Freiligrath; Volltext (Wikisource)